# Seznam glasbenih vsebin
To je seznam vsebin, povezanih z glasbo. Naslovi člankov so izpisani z malo začetnico, tam kjer je potrebno, drugače pa z veliko.

## A
absolutni posluh -
Academia operosorum Labacensis -
Academia philharmonicorum Labacensis -
accelerando -
adagio -
Adamič, Bojan -
Adamič, Emil  - 
agitato -
akustična glasba -
Ajdič, Alojz - 
Aljaž, Jakob - 
Aleksandrov, Aleksander Vasiljevič -
allegro -
amabile -
andante -
animato -
angleški rog -
appassionato -
Arnič, Blaž -
Arnič-Lemež, Blaženka - 
Arnol, Andy - 
Artač, Hanzi - 
audio faza - 
Avsec, Vitja - 
Avsenik, Slavko - 
Avsenik, Slavko mlajši -

## B
Bach, Johann Sebastian -
balalajka -
Ballata, Zequirja - 
Ban, Franc - 
Bavdek, Dušan - 
Beethoven, Ludwig van -
bel canto -
bendžo -
Beran, Emerik - 
Berlioz, Hector -
Bernstein, Benjamin -
Betetto, Julij - 
Bitenc, Janez - 
Bizjak, Milko - 
blokflavta -
boben -
Božič, Darijan - 
Brahms, Johannes -
Bravničar, Matija -
brenkala - 
Brodequin - 
Bučar, Danilo -

## C
calmato -
calmo -
capriccio -
Chopin, Frederic -
Ciglič, Zvonimir -
Cipci, Kruno - 
citre -
con brio -
con fuoco -
Cvetko, Ciril - 
Cvetko, Dragotin -

## Č
Čajkovski, Peter Iljič -
čembalo -
Čopi, Ambrož -

## D
Dekleva, Igor - 
Dobeic, Janez Osvald -
Dvoržak, Antonin -

## E
elektronska glasba -
elektronska plesna glasba -

## F
Fabiani, Marko - 
Fabiani, Rafko - 
Fabiani, Viktor - 
Fabrice, Pierre -
Feguš, Maksimilijan - 
finale -
Firšt, Nenad - 
flavta - 
Foerster, Anton -
furioso -

## G
Gabrijelčič, Marijan - 
Gašperšič, Egidij - 
giocoso -
Gipsyjungle glasba -
glasba - 
Glasbena matica -
glasbeni posluh -
Globokar, Vinko - 
Gobec, Radovan - 
Golob, Jani - 
Golob, Rok - 
Golovin, Peter - 
Goričar, Andrej - 
grazioso -
Gregorc, Janez - 
Gregorc, Jurij - 
Gregorc, Janko - 
Gržinčič, Jerko -

## H
harfa - 
harfist -
harmonija - 
Haydn, Joseph -
Habe, Tomaž - 
Hall, Neville - 
Himna Zemlji - 
Hochreiter, Emil - 
Hribar, Anton - 
Hrovat, Vladimir - 
Hubad, Samo -

## I
impetuoso -
intonacija -
Ipavec, Avgust - 
Ipavec, Josip - 
Ipavec, Gusta - 
Ipavec, Benjami - 
Ivanuš, John - 
Ivanuša, Drago -
Maiden -

## J
Jakša, Lado - 
Janša, Tone - 
jazz -
Jelinčič, Franc - 
Jenko, Davorin - 
Jezovšek, Janko - 
Jež, Jakob - 
Jež-Brezavšček, Brina - 
Jurgec, Stane -

## K
Kalan, Pavle - 
Kantušer, Božidar -
Kernjak, Pavel -
kitara -
klarinet -
klavir - 
Koder, Urban - 
Kogoj, Marij - 
koncertni mojster -
kontrabas -
Kopač, Peter - 
Kopecky, Ivo -
Koporc, Srečko -
Korošec, Ladko - 
Kos, Božidar - 
Kovačič, Boris - 
Kozina, Marjan - 
Krajnčan, Alojz - 
Krajnčan, Dominik - 
Krek, Gojmir - 
Krek, Uroš - 
Kren, Ciril - 
Krivokapič, Igor - 
krstna izvedba -
Kuhar, Jane - 
Kumar, Aldo -

## L
lamentoso -
largo - 
leggiero -
lento -
Ljubljanska filharmonija -
lutnja -

## M
maestoso -
melodija -
melodika - 
metrična shema - 
moderato -
mosso -
Mozart, Wolfgang Amadeus -

## N
nota - 
notni zapis -

## O
Oberst, Conor - 
oboa -
opera -
orgle -

## P
partitura -
patetico -
pavke -
pesem -
pikolo -
Pips, Chips & Videoclips - 
pozavna -
praizvedba -
premiera -
prestissimo -
presto -
priučeni posluh -
Pro arte -

## R
Rahmaninov, Sergej Vasiljevič -
relativni posluh -
Reichenberg, Mitja -
Ristič, Sofia -
ritardando -
ritenuto -
rog -

## S
saksofon -
Sax, Adolphe -
Schubert, Franz -
Schumann, Robert -
sensibile -
serioso -
seznam dirigentov -
seznam orkestrov
seznam skladateljev - 
seznam slovenskih dirigentov -
seznam slovenskih orkestrov
seznam slovenskih skladateljev - 
simfonična pesnitev -
simfonija -
simfonična glasba -
simfonični orkester -
Simfonični orkester RTV Slovenija -
sinkopa -
sintetizator - 
skladatelj - 
skladba - 
sospirando -
sostenuto -
stringendo -
struna -
suita -

## Š
šef-dirigent -

## T
tardo -
Tassini, Patrizia -
tempo -
tenuto -
timpani -
Tokio Hotel - 
ton -
tranquillo -
trio Melissande -
trobenta -
trobila - 
trombon -

## V
viola -
violina -
violončelo -
vivace -
vivacissimo -
Vivaldi, Antonio -

## W
Wagner, Richard -
Waste -

## Z
zvok -